# Николаевский троллейбус
Никола́евский троллейбус (укр. Миколаївський тролейбус) — один из видов общественного транспорта в городе Николаев Николаевской области Украины. Длина троллейбусных линий составляет 61,2 километра, на балансе предприятия 87 машин.

## История
Троллейбусное движение в Николаеве открыто 29 октября 1967 года. Первая линия соединила старый железнодорожный вокзал (ныне — вокзал станции Николаев-Грузовой) и кольцо возле старого городского кладбища. Первые троллейбусы поставлялись в Николаев с Киевского завода электротранспорта и назывались «Киев-4». На момент открытия троллейбусных линий в городе было шесть троллейбусов, к концу 1967 года их стало десять. Вторая линия соединила старый железнодорожный вокзал с Центральным рынком. В августе 1968 года была сдана в эксплуатацию линия маршрута № 3, связавшая вокзал с районом парка имени Петровского через улицы Пушкинскую и Большую Морскую.
Поначалу троллейбусный парк и ремонтная база отсутствовали. Первые троллейбусы ремонтировались на кольце по Пушкинской улице, мойка производилась на старом вокзале. Сложные поломки устранялись в трамвайном депо. Сооружение троллейбусного парка на улице Строителей началось в 1964 году и завершилось 5 марта 1970 года. В мае 1969 года к строящемуся троллейбусному парку были продлены маршруты № 1 и 2. В сентябре 1969 года построена линия по западному участку проспекта Ленина и улице Генерала Карпенко в микрорайон Лески. По новой линии был продлён маршрут № 2 и организован маршрут № 4 Вокзал — Лески.
С 1968 года в Николаев начали поступать троллейбусы ЗиУ-5, с 1972 года — ЗиУ-682. В июле 1974 года маршрут № 1 был направлен по новой линии на Октябрьском проспекте и проспекте Мира до станции Николаев-Сортировочный (ныне — станция Николаев с пассажирским вокзалом), в том же году был открыт маршрут № 5 Лески — улица Дзержинского.
В декабре 1983 года открыта линия маршрута № 6 в микрорайон Соляные, проходящая по разводному Ингульскому мосту и проспекту Героев Сталинграда. На Ингульском мосту были сооружены специальные разводные конструкции контактной сети, аналогичные тем, что применяются на разводных мостах в Санкт-Петербурге. В декабре 1985 года введена в эксплуатацию линия по улицам Бутомы и Красных Маёвщиков в микрорайон Намыв и по ней были продлены маршруты № 4 и 5, а впоследствии и 2-й маршрут. Условия прохождения линии по намывной территории потребовали дополнительного укрепления опор контактной сети. В 1987 году после переноса главного вокзала на бывшую станцию Николаев-Сортировочный маршрут № 5 был продлён до троллейбусного депо, а маршрут № 2 перенаправлен до вокзала.
В 1980-е годы на маршрутах Николаева работало 95 троллейбусов, движение осуществлялось с 05:00 до 01:00. В период с 1985 по 1992 год в городе эксплуатировались троллейбусы исключительно модели ЗиУ-682. В конце 1992 года в город поступили два троллейбуса «Киев-11у» (укороченная версия сочленённого троллейбуса «Киев-11»), которые после непродолжительной эксплуатации на маршрутах № 5 и 6 использовались в основном как служебный транспорт для развозки работников троллейбусного депо.
В 1994 году Николаев последним из городов постсоветского пространства приступил к формированию троллейбусных поездов из двух машин ЗиУ-682Г, работающих по системе Владимира Веклича. Переоборудование хвостовых троллейбусов было произведено в троллейбусном депо, а механическая часть изготовлена на Черноморском судостроительном заводе. Три троллейбусных поезда вплоть до 2001 года работали преимущественно на специально организованном для них маршруте № 2А Лески — вокзал Николаев-Пассажирский.
В конце 1999 года маршрут № 7 начал работу по трассе Намыв — Облсельхозтехника, в 2001 году он был продлён по улице Архитектора Старова до микрорайона Северный, однако в том же году были закрыты маршруты № 1, 3, 4 и недолго проработавший на вновь построенной линии маршрут № 9 Вокзал Николаев-Пассажирский — Северный. В 1998 и 1999 годах в город поступили 3 троллейбуса ЛАЗ-52522, в 2002-м — 5 машин ЮМЗ Т2, а в марте 2006 года — первые низкопольные троллейбусы ЛАЗ E183D1 и ЮМЗ E186 (в 2007 году передан в Кривой Рог). В октябре 2012 года в Николаев прибыло 2 новых троллейбуса МАЗ-ЭТОН-Т103. По состоянию на 2014 год на маршрутах работали 27 троллейбусов: ЛАЗ E183D1 (5 шт.), МАЗ-ЭТОН-Т103 (6 шт.), ЗиУ-682 (8 шт.), ЛАЗ-52522 (3 шт.), ЮМЗ Т2 (5 шт.). 18 ноября 2014 года в городе возобновил свою работу маршрут № 4.
В 2015 году было проведено два тендера на закупку б/у троллейбусов. Первый тендер предусматривал закупку 14 троллейбусов, а второй — 25. Как в первом, так и во втором тендере победу одержала фирма «Дуотранс», которая до конца 2015 года поставила в Николаев 33 троллейбуса Škoda 14Tr, ранее работавших в чешских городах Брно, Пльзень и Острава. Пополнение парка позволило возобновить с 18 сентября 2015 года работу маршрута № 9.
В 2018 году начался монтаж опор и строительство современной модульной трансформаторной подстанции для новой троллейбусной линии протяжённостью 3,2 км вокруг Намыва. 19 декабря 2019 года на новую линию для тестирования были выпущены два троллейбуса Škoda 14Tr (№ 3018 и 3023), а в начале 2020 года началось регулярное движение по продлённым маршрутам № 2, 4, 5 и 7. В 2021—2022 годах в Николаев поступили 30 новых низкопольных троллейбусов «Днепр-Т203». Их презентовали горожанам во время празднования Дня города в 2021 году.
В 2022 году в ходе вторжения России на Украину в Николаеве было повреждено 40 троллейбусов, из которых 5 не подлежат восстановлению. В начале боевых действий из-за повреждения контактной сети движение троллейбусов было организовано по временным трассам и с применением автономного хода. С апреля единственный в Николаеве грузовой троллейбус КТГ-2, а впоследствии также одна из машин ЗиУ-682В стали использоваться для развозки технической и питьевой воды. К 20 июня вся троллейбусная сеть города была восстановлена. С 23 по 28 ноября троллейбусное движение в Николаеве прерывалось вследствие российских ударов по объектам энергетической инфраструктуры.
14 апреля 2023 года был открыт маршрут № 7А Вокзал Николаев-Грузовой — Северный, работавший во второй половине дня. В ноябре 2023 года четыре троллейбуса Škoda 14Tr были переданы в Херсон.
В апреле — августе 2024 года в город прибыло 7 троллейбусов PTS-12 с автономным ходом 20 километров. Всего планируется 31 троллейбус в течение 13 месяцев. 4 октября 2024 года заработал новый троллейбусный маршрут (№ 10) в Корабельный район; на всём протяжении этого маршрута троллейбусы используют автономный ход. 6 декабря 2024 года открыт маршрут № 1 от Северного до микрорайона Кульбакино, на котором ежедневно работают 4 троллейбуса с автономным ходом. 18 декабря восстановлен маршрут № 5, а 26 декабря запущен маршрут № 3 до ДК Строителей, действующий в рабочие дни с интервалом около часа.
В 2025 году город имеет 22 троллейбуса с автономным ходом на 20 км. 16 февраля 2025 года вновь был запущен троллейбусный маршрут № 8, который теперь действует от депо на улице Строителей по Центральному проспекту с поворотом от Аркасовского кольца до вокзала Николаев-Грузовой и далее по проспекту Героев Украины до конечной остановки «Микрорайон Матвеевка» с заездом до Новоматвеевского кладбища. На маршруте ежедневно работают 5 троллейбусов.

## Маршруты
В Николаеве действуют 10 маршрутов:
| №  | Начало маршрута              | Конец маршрута     | Протяжённость, км |
| -- | ---------------------------- | ------------------ | ----------------- |
| 1  | Северный                     | Кульбакино         | 20,2              |
| 2  | Вокзал Николаев-Пассажирский | Намыв              | 16,3              |
| 3  | Северный                     | ДК Строителей      |                   |
| 4  | Вокзал Николаев-Грузовой     | Намыв              | 9,3               |
| 5  | Улица Строителей             | Намыв              | 13,2              |
| 6  | 3-я Военная ул.              | Северный           | 9,7               |
| 7  | Намыв                        | Северный           | 15,3              |
| 8  | Улица Строителей             | Матвеевка          |                   |
| 9  | Вокзал Николаев-Пассажирский | Северный           | 15,6              |
| 10 | Вокзал Николаев-Пассажирский | улица Айвазовского |                   |

В разные годы также существовали маршруты:
- № 1. Вокзал Николаев-Грузовой — вокзал Николаев-Пассажирский. Сейчас действует по другой трассе.
- № 2А. Лески — вокзал Николаев-Пассажирский (для троллейбусных поездов).
- № 3. Вокзал Николаев-Грузовой — улица Сивашской Дивизии (3-я Военная ул.). Сейчас действует по другой трассе.
- № 7А. Вокзал Николаев-Грузовой — Северный.
- № 8. Лески — Пушкинская улица (в часы пик). Сейчас действует по другой трассе.

## Подвижной состав
По состоянию на январь 2025 года в троллейбусном депо Николаева имеется 81 пассажирский и 6 служебных троллейбусов. В таблице указано общее количество троллейбусов разных типов за всё время эксплуатации.
| Модель           | Годы эксплуатации | Всего машин |
| ---------------- | ----------------- | ----------- |
| Киев-4           | 1967—1976         | 39          |
| ЗиУ-5            | 1968—1985         | 54          |
| ЗиУ-682          | 1972—2022         | 180         |
| КТГ-2 (грузовой) | 1983 — н. в.      | 10          |
| Киев-11у         | 1992—2005         | 2           |
| ЛАЗ-52522        | 1998—2021         | 3           |
| ЮМЗ E186         | 2006—2007         | 1           |
| ЛАЗ E183D1       | 2006—2021         | 5           |
| ЮМЗ Т2           | 2002—2021         | 5           |
| МАЗ-ЭТОН-Т103    | 2012 — н. в.      | 6           |
| Škoda 14Tr       | 2015 — н. в.      | 33          |
| Днепр-Т203       | 2021 — н. в.      | 40          |
| PTS T12309       | 2024 — н. в.      | 40          |

## Фотогалерея

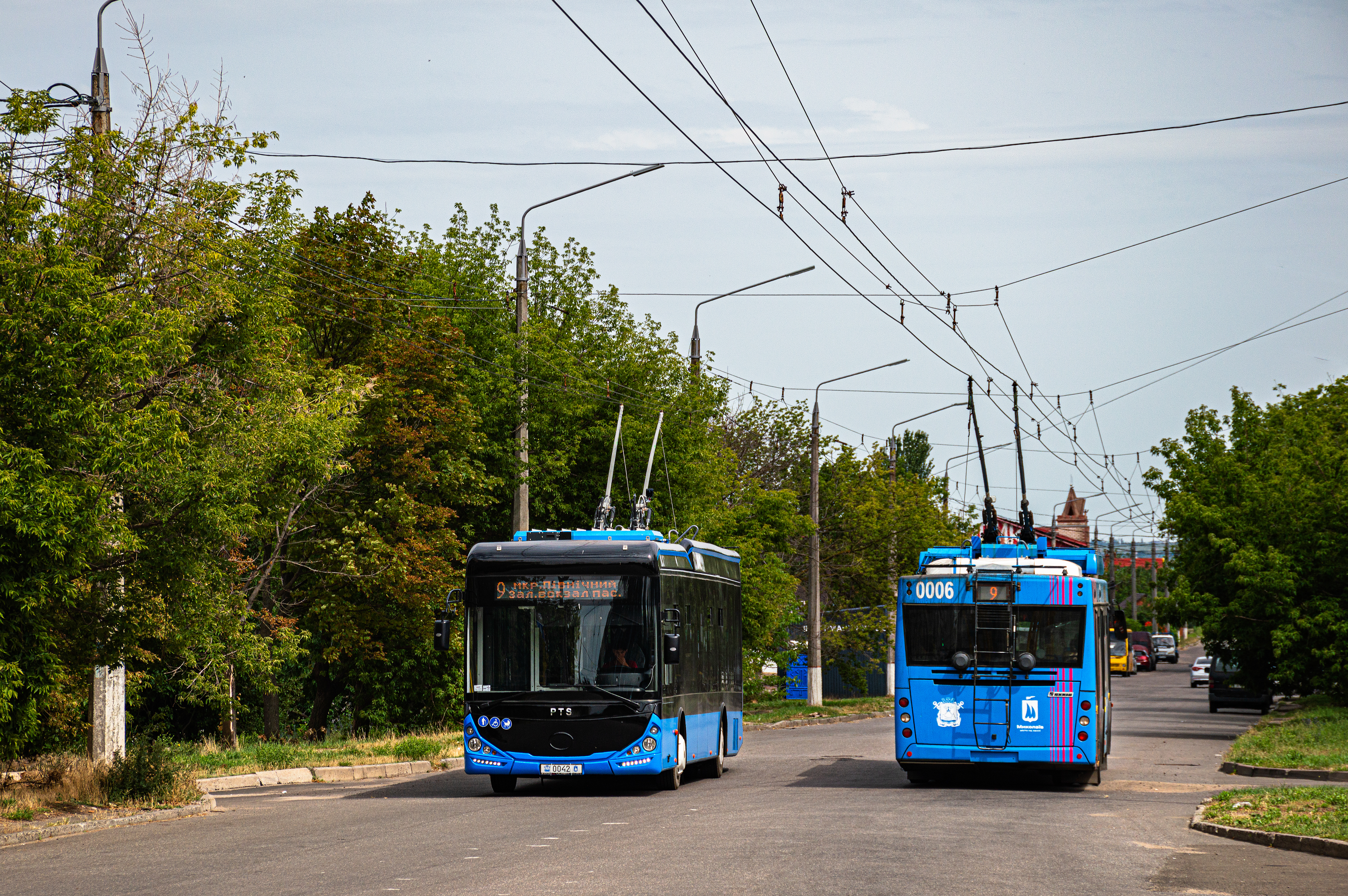
Троллейбусы PTS T12309 и Днепр-Т203
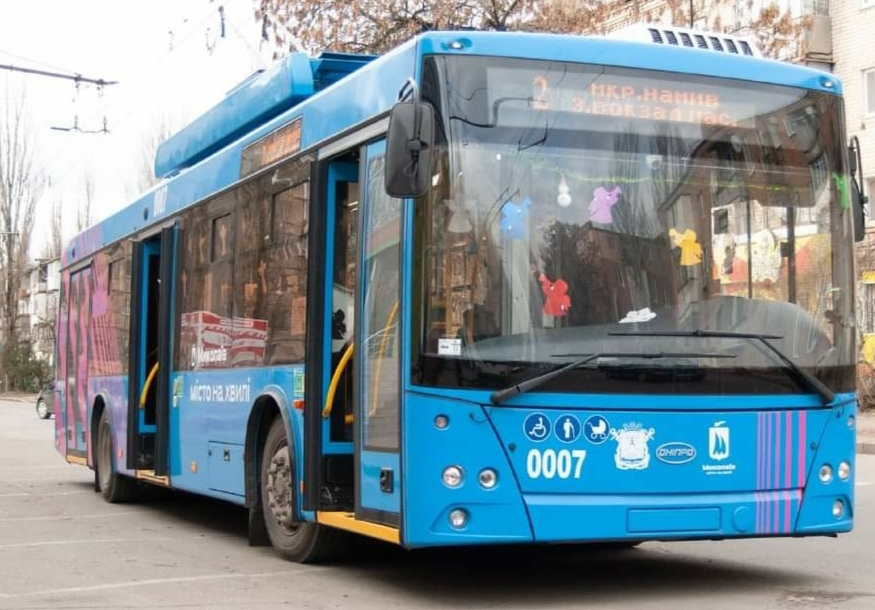
Троллейбус Днепр-Т203
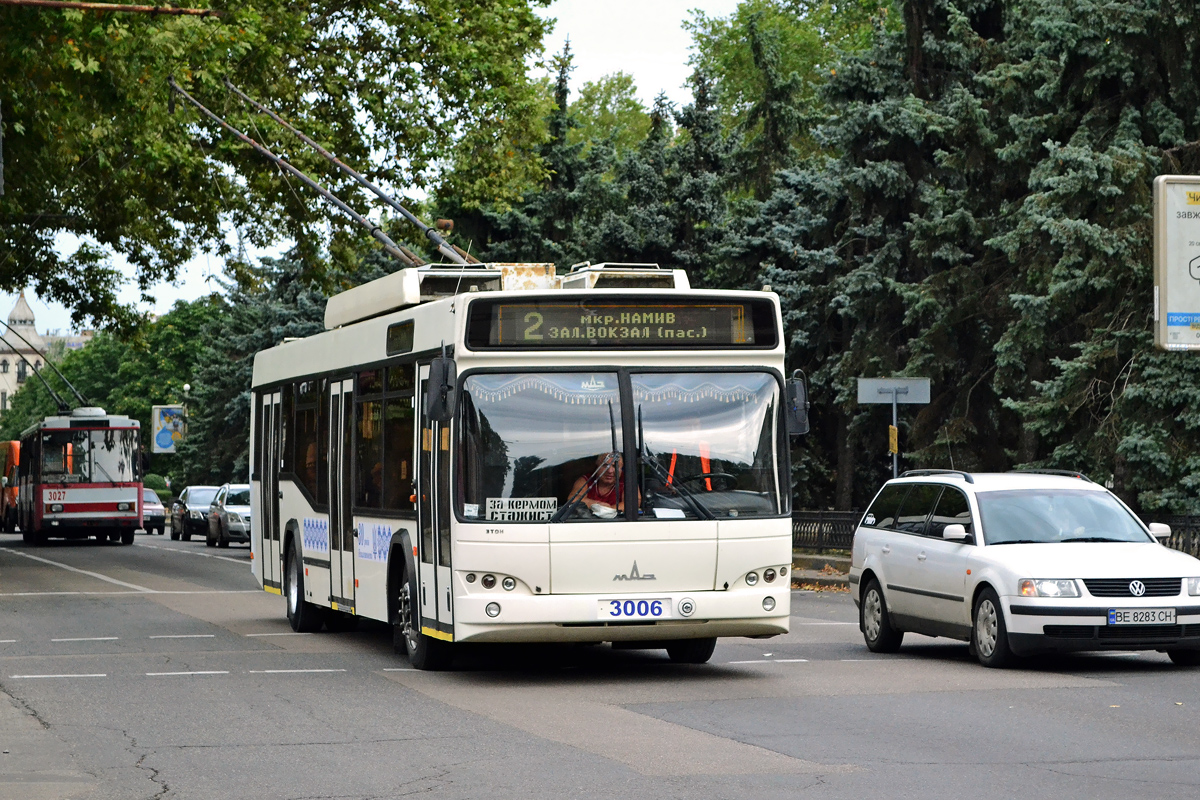
Троллейбус МАЗ-ЭТОН-Т103
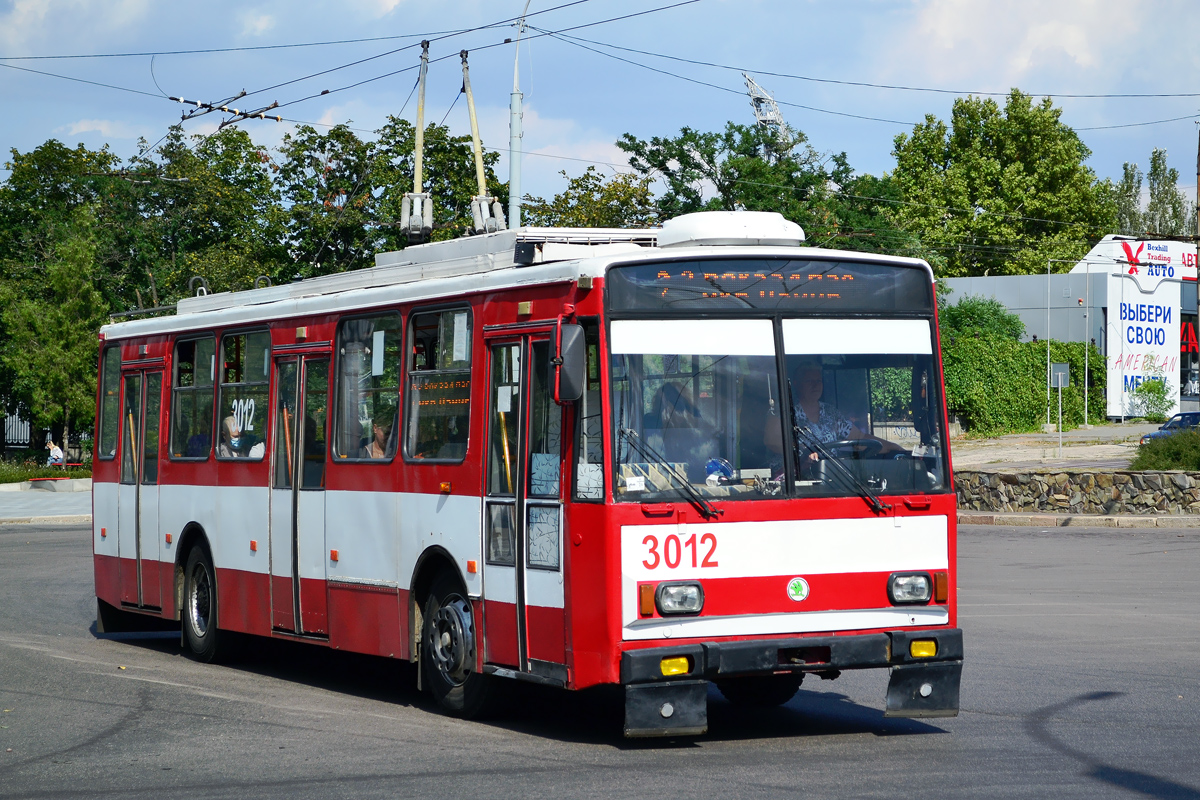
Троллейбус Škoda 14Tr
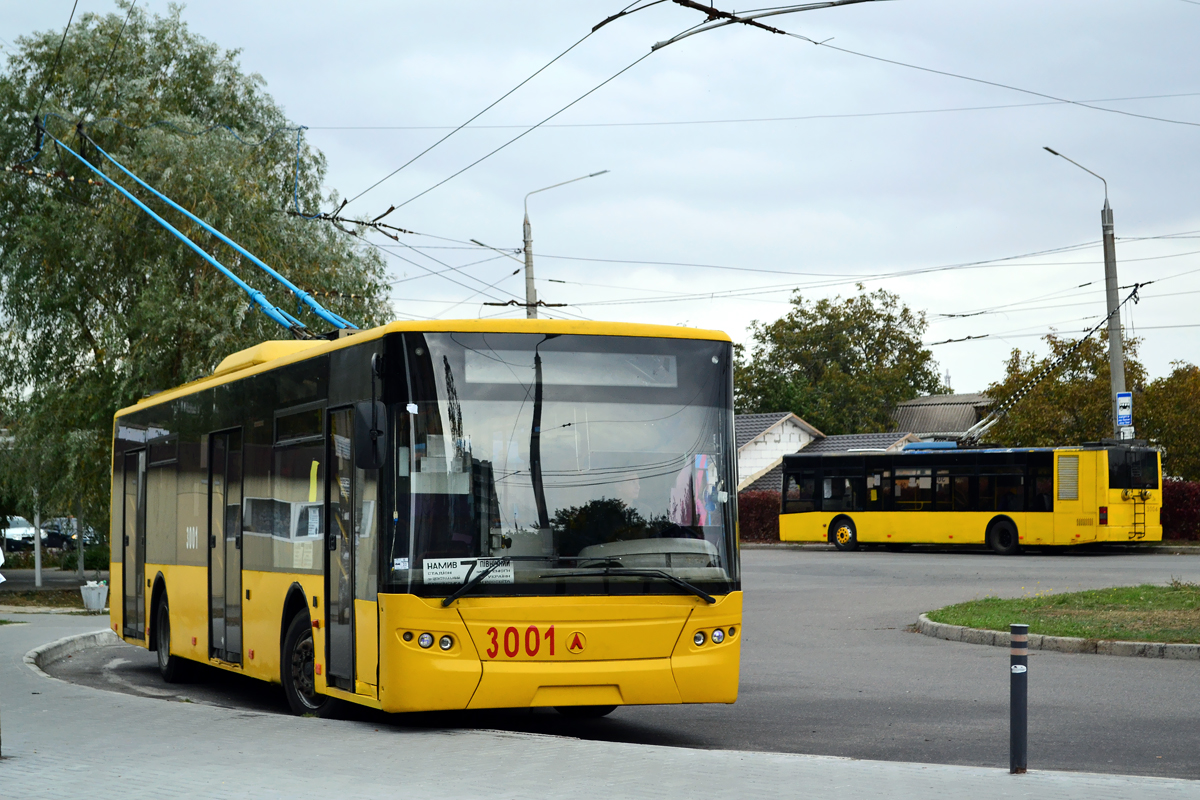
Троллейбус ЛАЗ E183D1
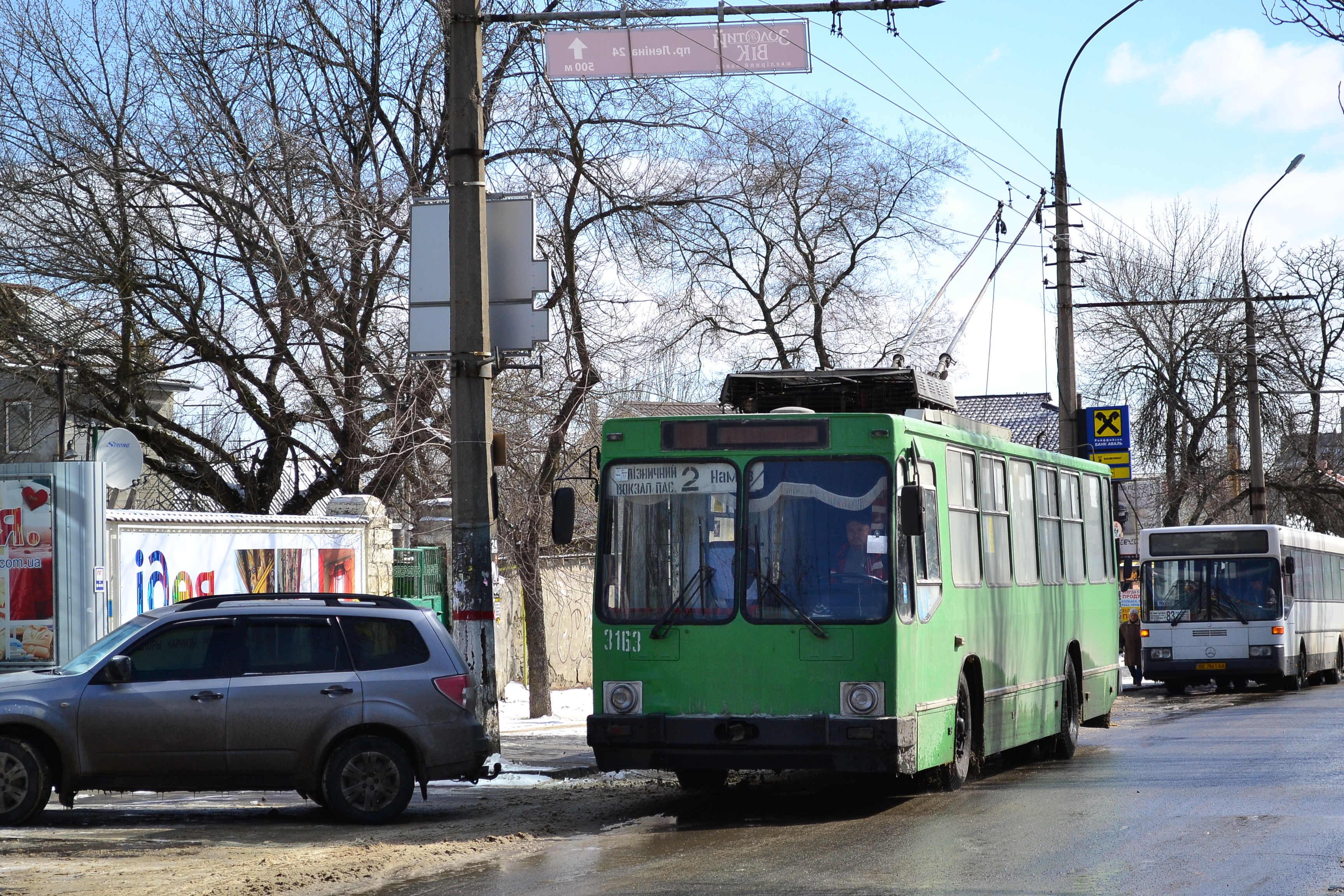
Троллейбус ЮМЗ Т2
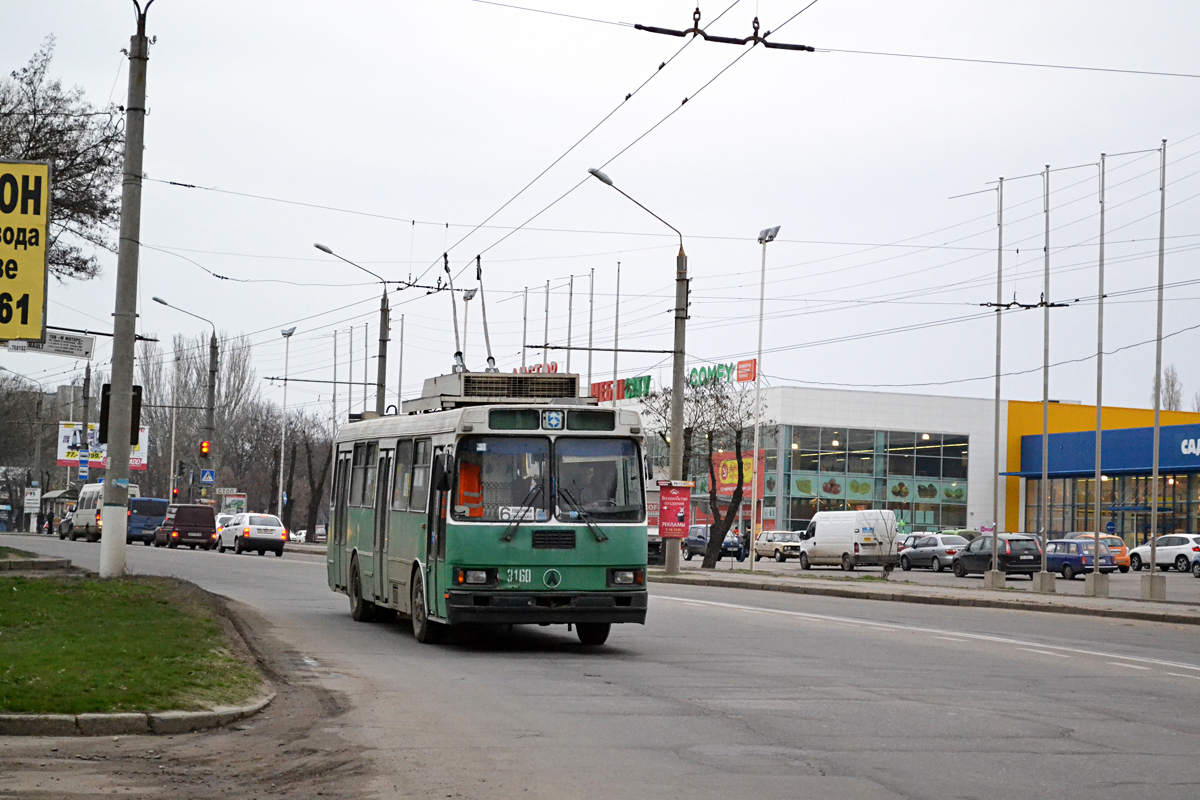
Троллейбус ЛАЗ-52522
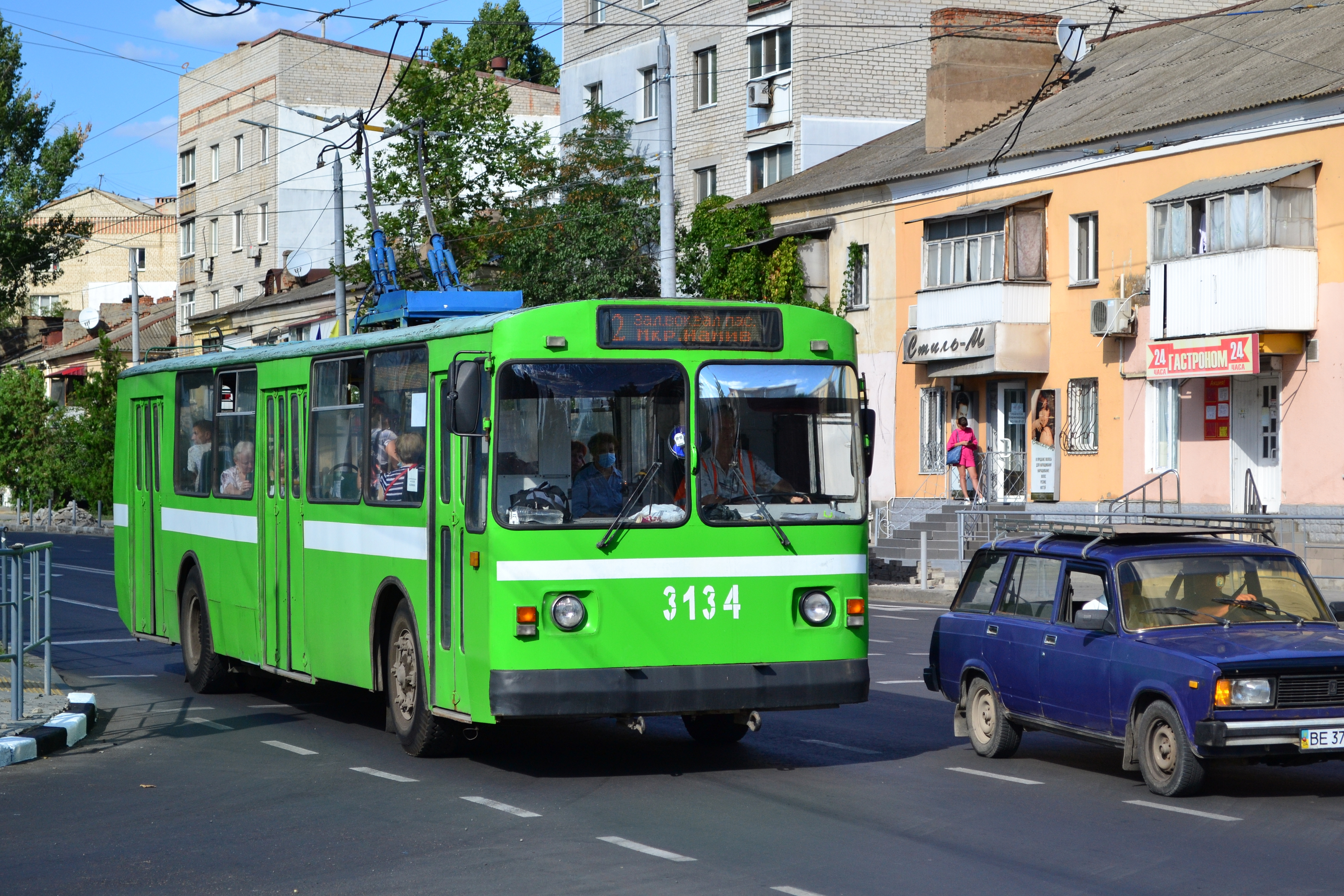
Троллейбус ЗиУ-682В
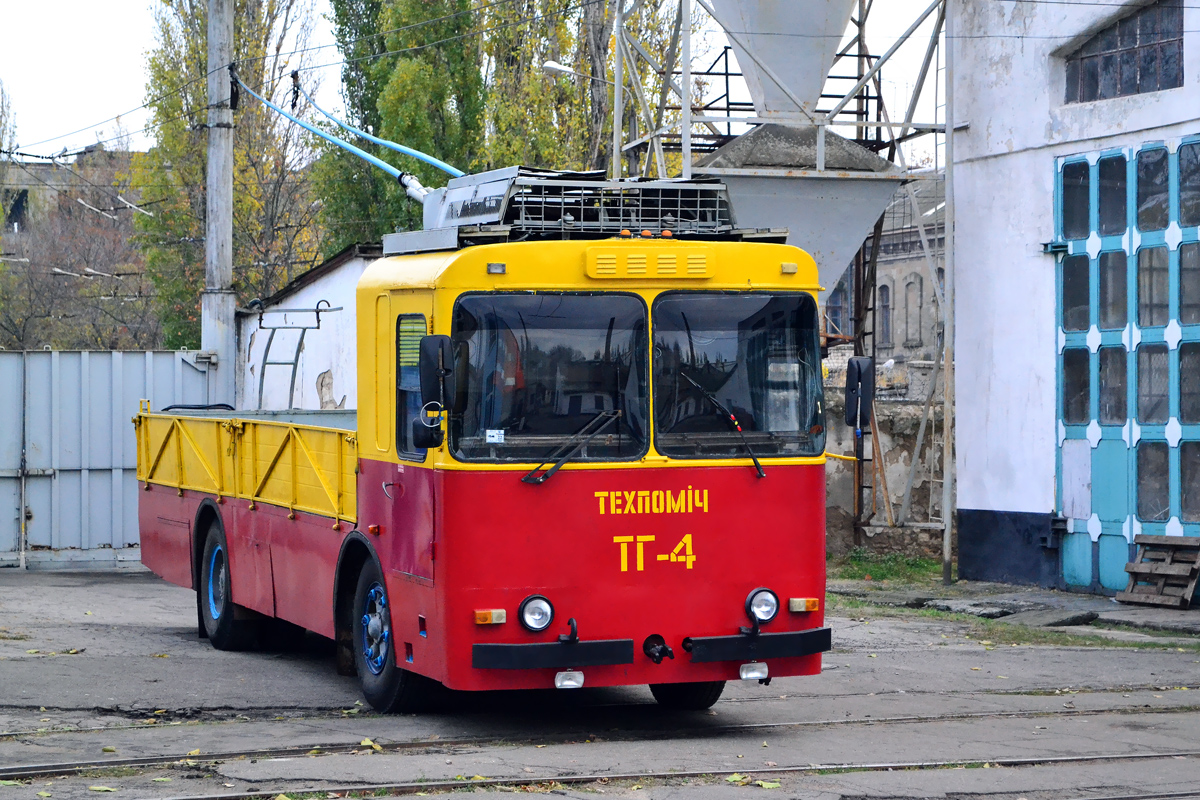
Троллейбус КТГ-2